# Nacktbasidien
Die Nacktbasidien (Exobasidium) sind eine Pilzgattung aus der Familie der Nacktbasidienverwandten (Exobasidiaceae).

## Merkmale

### Makroskopische Merkmale
Nacktbasidien sind Parasiten auf Heidekrautgewächsen (Ericaceae). Manche Arten parasitieren Blätter, manche Jahrestriebe und andere die gesamte Pflanze (systemische Infektion). Befallene Blätter und Triebe sind oft blasig aufgeblasen oder missgestaltet sowie blass oder meist rot gefärbt. 

### Mikroskopische Merkmale
Die Hyphen sind intrazellulär und haben keine Schnallen. Die Unterseite von Blättern ist mit Hymenium überzogen, selten betrifft das auch ganze Sprosse. Die Sporen sind elliptisch oder zylindrisch, meist gebogen, hyalin, glatt, inamyloid und weisen bei der Reife 1–3 Septen auf.

## Arten

### Europa
In Europa gibt es ungefähr 26 Arten. Für Mitteleuropa sind die Angaben über die Verbreitung sehr lückenhaft. Hier kommen unter anderem folgende Arten vor:
Auf Rosmarinheide (Andromeda polifolia)
- Exobasidium karstenii
- Exobasidium sundstroemii

Auf Alpen-Bärentraube (Arctostaphylos alpina)
- Exobasidium angustisporum

Auf Echter Bärentraube (Arctostaphylos uva-ursi)
- Exobasidium sydowianum
- Exobasidium uvae-ursi

Auf Tundrenheide (Cassiope tetragona)
- Exobasidium hypogenum
- Exobasidium cassiopes

Auf Torfgränke (Chamaedaphne calyculata)
- Exobasidium cassandrae
- Exobasidium savilei

Auf Gewöhnlicher Moosbeere (Vaccinium oxycoccos)
- Exobasidium rostrupii
- Exobasidium oxycocci

Auf Heidelbeere (Vaccinium myrtillus)
- Exobasidium arescens
- Exobasidium myrtilli

Auf Rauschbeere (Vaccinium uliginosum)
- Exobasidium pachysporum
- Exobasidium vaccinii-uliginosi
- Exobasidium expansum

Auf Preiselbeere (Vaccinium vitis-idaea)
- Exobasidium vaccinii
- Exobasidium splendidum
- Exobasidium juelianum

Auf Rostblättriger Alpenrose (Rhododendron ferrugineum) und Bewimperter Alpenrose (Rhododendron hirsutum)
- Alpenrosen-Nacktbasidie (Exobasidium rhododendri)

### Asien
- Exobasidium rhododendri-nivalis
- Exobasidium rhododendri-russati

Auf der Teepflanze (Camellia sinensis)
- Exobasidium vexans

## Quelle
- Svengunnar Ryman, Ingmar Holmåsen: Pilze: über 1.500 Pilzarten ausführlich beschrieben und in natürlicher Umgebung fotografiert. Bernhard Thalacker Verlag, Braunschweig 1992, ISBN 3-87815-043-1